# Dilexit nos
Dilexit nos (z łac. Umiłował nas) – ostatnia encyklika papieża Franciszka wydana 24 października 2024 o podtytule O miłości ludzkiej i Bożej Serca Jezusa Chrystusa.
Papież w tej encyklice zachęca do odnowienia autentycznej pobożności w duchowości Najświętszego Serca, łącząc to wezwanie z współczesnymi zagadnieniami społecznymi oraz pilnymi wyzwaniami współczesności.

## Tło powstania encykliki
Encyklika wpisuje się w serię encyklik papieskich poświęconych Najświętszemu Sercu Jezusa, takich jak Annum Sacrum Leona XIII, Miserentissimus Redemptor Piusa XI oraz Haurietis aquas Piusa XII, będąc pierwszą encykliką w całości poświęconą Najświętszemu Sercu Jezusa wydaną po soborze watykańskim II.
W przeciwieństwie do trzech poprzednich encyklik Franciszka, skupiających się na aspektach społeczno-politycznych, była to pierwsza encyklika tego papieża o wymiarze głównie teologicznym.

## Treść
Encyklika składa się ze wstępu i z pięciu rozdziałów, o podtytułach:
- I. Znaczenie serca

Papież wzywa do powrotu do serca w świecie, który proponuje aby stać się nienasyconymi konsumpcjonistami i niewolnikami mechanizmów rynku. Wyjaśnia także, że pod pojęciem serce rozumie rdzeń i syntezę człowieka oraz element, który go spaja.
Omawia również zagadnienia serca (jako metafory autentyczności) w filozofii świeckiej, polemizując ze współcześnie rozumianym prawdziwym życiem jako podążaniem za własnymi pragnieniami. Pisze, że we współczesnych nurtach filozoficznych pomijana jest rola serca na rzecz rozumu, woli i wolności, w efekcie czego ma tworzyć się społeczeństwo coraz bardziej zdominowane przez narcyzm i autoreferencyjność. Zauważa, że również w filozofii chrześcijańskiej, pod wpływem filozofii greckiej, serce było uważane za coś niższego od intelektu i woli.
Nawiązuje także do głośnej w okresie wydania encykliki kwestii sztucznej inteligencji, twierdząc, że jeżeli AI zyska intelekt i samoświadomość, to serce (w rozumieniu tworzenia dla samego piękna i czułości na ludzką krzywdę) będzie tym, czym będzie odróżniał się od niej człowiek.
- II. Gesty i słowa miłości

Papież omawia gesty miłosierdzia Chrystusa, opisane w Piśmie Świętym.
- III. Oto Serce, które tak bardzo umiłowało

W tym rozdziale papież przypomina nauczanie Kościoła o Najświętszym Sercu Jezusa, nawiązując do encykliki Haurietis aquas Piusa XII oraz tekstów Benedykta XVI. Wzywa do odnowienia nabożeństwa do Serca Jezusa jako przeciwwagę dla promowanych w społeczeństwach duchowości bez ciała.
- IV. Miłość, która daje pić

Papież wymienia świętych i ich nauczenie odnośnie tematu encykliki. Wśród nich są m.in.: Augustyn z Hippony, Franciszek Salezy, Klaudiusz de la Colombière, Karol de Foucauld, Teresa z Lisieux, Piotr Faber, Ignacy Loyola, Jan Paweł II, Małgorzata Maria Alacoque czy Faustyna Kowalska. Nawiązuje także do pobożności ludowej, w której obronie staje.
- V. Miłość dla Miłości

W tym rozdziale papież omawia przełożenie pobożności do Serca Chrystusa na wymiar społeczny.
Encyklikę kończy modlitwa do Najświętszego Sercu Jezusa.

## Po wydaniu
Encyklika zawiera niewiele odniesień do dokumentów Soboru Watykańskiego II, natomiast znajdują się tam nawiązania do myśli mistyków i świętych, którzy doświadczyli osobistych objawień, a także papieży, zwłaszcza przedsoborowych: Leona XIII, Piusa XI czy Piusa XII. Między innymi dlatego została ona pozytywnie odebrana zarówno wśród liberalnych, jak i konserwatywnych katolików, którzy docenili przedstawienie w niej tradycyjnego nauczania Kościoła.
Podczas konferencji prasowej prezentującej encyklikę abp Bruno Forte powiedział, że encyklika w głęboki sposób wyraża istotę i motywację całej posługi i nauczania papieża Franciszka oraz stanowi klucz do zrozumienia magisterium tego papieża. Forte nazwał encyklikę niezwykle aktualną ze względu na zwrócenie uwagi na centralne miejsce miłości Boga w Jezusie Chrystusie i na dramatyczne wyzwania obecnych czasów.